# A Mulher do Lado
La femme d'à côté (no Brasil e em Portugal, A Mulher do Lado ) é um filme francês de 1981, um drama realizado por François Truffaut.

## Sinopse
Na cidade de Grenoble a responsável por um clube de ténis conta os trágicos acontecimentos que aconteceram quando um homem que é casado tem novos vizinhos e fica surpreso ao ver que a mulher do novo vizinho já esteve envolvida com ele, oito anos antes. Ambos se comportam como se não se conhecessem mas, pouco depois, o caso deles recomeça. No meio de uma festa ele perde o controle de uma situação muito embaraçosa e o passado é relembrado, deixando toda a situação mais tensa.

## Elenco
- Gérard Depardieu ....Bernard Coudray
- Fanny Ardant .... Mathilde Bouchard
- Henri Garcin .... Philippe Bouchard
- Michèle Baumgartner ....Arlette Coudray
- Roger Van Hool .... Roland Duguet
- Véronique Silver .... Madame Odile Jouve
- Philippe Morier-Genoud .... médico
- Olivier Becquaert ....Thomas Coudray

## Prémios e nomeações
Prêmio César 1982 (França)
- Recebeu duas nomeações nas categorias de melhor actriz (Fanny Ardant) e melhor actriz secundária (Véronique Silver).

Academia Japonesa de Cinema 1984 (Japão)
- Indicado na categoria de melhor filme estrangeiro.